# Ван Юй (шахістка)
Ванг Ю (кит.: 王瑜; нар. 19 листопада 1982, Тяньцзінь) — китайська шахістка, володарка титулів міжнародного майстра і жіночого гросмейстера.

## Шахова кар'єра
1996 року Ванг Ю виграла чемпіонат світу серед дівчат до 14 років і 1998-го аналогічне змагання в категорії до 16 років. 1999 року виграла чемпіонат Азії серед юніорок, який відбувся у Вунгтау. У 2000 році посіла друге місце на чемпіонаті світу серед дівчат до 18 років.
2004 року здобула перемогу на чемпіонаті Азії серед жінок, який проходив у Бейруті. У 2005 році стала чемпіонкою Китаю.

## Національна збірна
Ванг Ю грала за другу команду на командному чемпіонаті Азії серед жінок 1999 року і за першу на аналогічному змаганні 2003 року (загалом зіграла 11 партій: +6, =2, -3). Також грала за жіночу збірну на командному чемпіонаті світу в Беер-Шеві (загалом зіграла 6 партій:+0, =2, -4). 2006 року входила до складу жіночої збірної, яка виграла бронзові медалі на 37-й шаховій Олімпіаді (зіграла 4 партії: +1, =1, -2).
Взяла участь у літньому матчі Китай-Росія 2007.

## Звання міжнародного майстра
2007 року Ванг Ю виборола звання міжнародного майстра. Три норми виконала на таких змаганнях:
- Tan Chin Nam Cup International GM Open у Ціндао (4–8 липня 2002 року); результат 4.0/9
- Аерофлот опен 2004 група B у Москві (16–26 лютого 2004 року); результат 5.5/9
- Дубай опен 2005 у Дубаї (4–12 квітня 2005 року); результат 5.0/9

## Звання жіночого гросмейстера
2003 року Ванг Ю виборола звання жіночого гросмейстера. Вона виконала три норми на таких змаганнях:
- Чемпіонат Китаю серед жінок у Сучжоу (березень-квітень 2001 року); результат 6.0/9
- 9-й чемпіонат Азії серед жінок у Ченнаї (вересень 2001 року); результат 7.0/9
- Tan Chin Nam Cup GM у Ціндао (липень 2002 року); результат 4.0/9